# Naturbahnrodel-Juniorenweltmeisterschaft 2018
Die 11. FIL-Naturbahnrodel-Juniorenweltmeisterschaft fand vom 3. bis 4. Februar 2018 auf der Naturrodelbahn  in Laas in  (Italien) statt. Nach den Trainingsläufen und der Eröffnungsfeier am Freitag fielen am Samstag und Sonntag die Entscheidungen im Doppelsitzer und in den Einsitzerwettbewerben. Juniorenweltmeister im Einsitzer wurden Fabian Achenrainer (AUT) und Alexandra Pfattner (ITA), der Titel im Doppelsitzer ging an Österreich durch Fabian Achenrainer und Miguel Brugger.

## Einsitzer Herren
| Platz | Name                | Zeit        |
| ----- | ------------------- | ----------- |
| 01    | Fabian Achenrainer  | 3:04,47 min |
| 02    | Florian Markt       | + 0,13 s    |
| 03    | Laurin Kompatscher  | + 1,16 s    |
| 04    | Nikolai Shulgin     | + 1,24 s    |
| 05    | Daniel Gruber       | + 1,29 s    |
| 06    | Aleksandr Zyrianov  | + 1,82 s    |
| 07    | Florian Haselrieder | + 1,87 s    |
| 08    | Fabian Brunner      | + 3,65 s    |
| 09    | Elias Gruber        | + 3,66 s    |
| 10    | Miguel Brugger      | + 4,89 s    |

## Einsitzer Damen
| Platz | Name                 | Zeit        |
| ----- | -------------------- | ----------- |
| 01    | Alexandra Pfattner   | 3:06,78 min |
| 02    | Nadine Staffler      | + 00,67 s   |
| 03    | Christa Unterholzner | + 01,40 s   |
| 04    | Lisa Walch           | + 02,27 s   |
| 05    | Daniela Mittermair   | + 02,70 s   |
| 06    | Vanessa Markt        | + 6,36 s    |
| 07    | Aleksandra Suvorova  | + 8,63 s    |
| 08    | Julia Plowy          | + 13,31 s   |
| 09    | Anastasiya Slyusar   | + 13,45 s   |
| 10    | Viktoriia Belova     | + 14,28 s   |

## Doppelsitzer
| Platz | Name                                  | Zeit        |
| ----- | ------------------------------------- | ----------- |
| 1     | Fabian Achenrainer – Miguel Brugger   | 2:13,10 min |
| 2     | Florian Haselrieder – Elias Gruber    | + 1,13 s    |
| 3     | Kirill Kravchuk – Aleksandr Zyrianov  | + 2,19 s    |
| 4     | Josef Limmer – Simon Dietz            | + 3,19 s    |
| 5     | Maximilian Pichler – Matthias Pichler | + 7,31 s    |
| 6     | Blaz Mekina – Bine Mekina             | + 8,57 s    |
| 7     | Aleksei Khabibulin – Andrei Kaloshin  | + 8,78 s    |
| 8     | Aleksei Sergushkin – Evgenii Obedin   | + 11,13 s   |
| 9     | Kacper Pietraszko – Patryk Budny      | + 14,01 s   |

## Medaillenspiegel
| Platz | Land       | Gold | Silber | Bronze | Gesamt |
| ----- | ---------- | ---- | ------ | ------ | ------ |
| 1.    | Österreich | 2    | 1      | —      | 3      |
| 2.    | Italien    | 1    | 2      | 2      | 5      |
| 3.    | Russland   | —    | —      | 1      | 1      |